# Puerta conmemorativa Hurlbut
La puerta conmemorativa Hurlbut (en inglés, Hurlbut Memorial Gate) es una estructura monumental, 40 m largo, 15 m alto, y 12 m en profundidad, en la entrada al Parque Water Works ubicado en East Jefferson Avenue y Cadillac Boulevard en un área histórica de Detroit, Míchigan . Lleva el nombre de Chauncey (a veces "Chauncy") Hurlbut, un tendero de Detroit del siglo XIX, presidente de la Junta de Comisionados de Agua y filántropo. La puerta fue designada Sitio Histórico del Estado de Míchigan en 1974 e incluida en el Registro Nacional de Lugares Históricos en 1975. El monumento fue construido en 1894 y completamente restaurado en 2007.

## Historia
La ciudad de Detroit comenzó a construir su sistema de agua ya en 1824, con la construcción de una planta de agua al pie de Orleans. La prosperidad de la ciudad en el tiempo posterior a la Guerra de Secesión permitió a Detroit desarrollar un sistema de agua municipal, utilizando el río Detroit . En 1868, la ciudad comenzó a desarrollar Water Works Park, en la Avenida Jefferson, cerca del pie de Cadillac Boulevard. La función principal del sitio era proporcionar agua al sistema municipal, pero también se pretendía utilizar los terrenos como parque público.
Para 1879, se completó la estación de bombeo, y para 1900, las 45 ha se habían convertido en el segundo parque más utilizado de la ciudad. Los primeros colonos franceses plantaron doce perales misioneros "llamados así por los doce apóstoles" en los terrenos de lo que ahora es Water Works Park. Water Works Park fue nombrado Gladwin Park en 1910 en honor al mayor Henry Gladwin durante el asedio de Fort Detroit por la rebelión de Pontiac ; sin embargo, el parque aún es más conocido como Water Works Park.

## Chauncey Hurlbut
Chauncey Hurlbut nació en Oneida y se mudó a Detroit en 1825. Trabajó como guarnicionero y fabricante de arneses durante algunos años, luego se dedicó al negocio de la alimentación con su cuñado. En 1837, Hurlbut compró la tienda de comestibles y continuó en el comercio hasta su muerte. Hurlbut también estuvo muy involucrado en el servicio público, sirviendo en la junta del departamento de bomberos, como concejal de la ciudad, como director de la Junta de Comercio de Detroit y como comisionado de alcantarillado. Hurlbut también sirvió en la Junta de Comisionados de Agua de Detroit de 1861 a 1863, y nuevamente de 1868 a 1885. Fue presidente de la comisión desde 1871 en adelante, cuando presidió la adquisición original de la propiedad y la planificación del Water Works Park.
Cuando Chauncey Hurlbut murió en 1885, donó la mayor parte de su fortuna, unos 250 000 dólares, para embellecer Water Works Park. Las filosofías arquitectónicas de la época requerían la construcción de puertas monumentales en las entradas a los lugares públicos, para separar simbólicamente el parque del ajetreo y la suciedad de la ciudad. Parte de la fortuna de Hurlbut se utilizó para construir una puerta de este tipo.

## Descripción

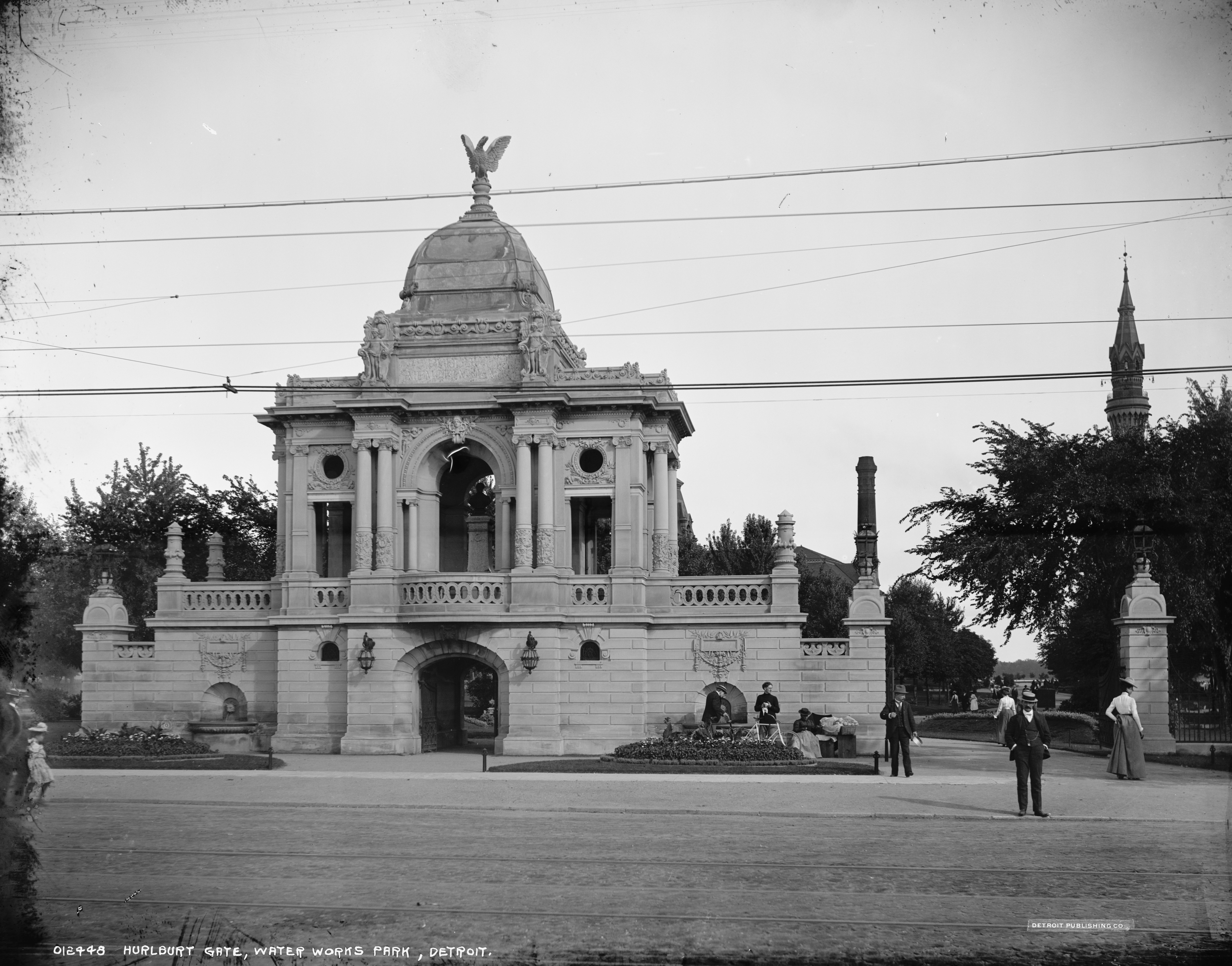
Puerta Hurlbut, c. 1895

Herman A. Brede y Gustave Mueller fueron elegidos para diseñar esta puerta a un costo de 30 000 dólares. La estructura es un arco triunfal de tres niveles, 40 m de largo, 12 m de profundidad y más de 15 m de altura, construida con piedra caliza. Está decorado con guirnaldas talladas, fuentes de agua y medallones, y un águila americana con las alas extendidas remata toda la estructura. Dos escaleras conducen a una terraza a doce pies sobre el suelo.
La puerta originalmente presentaba una estatua de Chauncey Hurlbut dentro de la cúpula central y una puerta de hierro ornamental para la entrada de vehículos, pero ambas ya no están. La puerta se restauró sustancialmente en 2007, se reparó o reemplazó la piedra caliza dañada, se reconfiguró la escalera, se reparó la escultura del águila y se repararon y reemplazaron las lámparas. 